# Zakłady Azotowe Puławy
Zakłady Azotowe Puławy S.A. (Stabilimenti Prodotti Azotati di Puławy S.p.A.) è un'azienda chimica polacca con sede a Puławy, specializzata nella produzione di elevati volumi di fertilizzanti azotati monocomponenti (nitrato di ammonio, urea, soluzione nitrato di ammonio-urea (RSM), solfato di ammonio), uno dei maggiori produttori al mondo di melammina e la più grande azienda polacca nel settore della Chimica di Sintesi. Produce inoltre caprolattame, perossido di idrogeno, AdBlue e gas tecnici.

## Dati della società
Zakłady Azotowe Puławy S.A. È registrata nel Registro Giudiziario Nazionale con il numero 0000011737.
Dati di registrazione:
- REGON (n. registro imprese) 430528900,
- NIP (codice fiscale): 7160001822.
- Capitale sociale 191.150.000 zł, suddiviso in 19.115.000 azioni.

Al 30 giugno 2012, erano Azionisti della Società:
- Tesoro dello Stato - 50,67%
- Kompania Węglowa SA – 9,90%
- Zbigniew Jakubas e consociati – 5,16%
- ING OFE – 5,01%

## Storia

### Periodo socialista

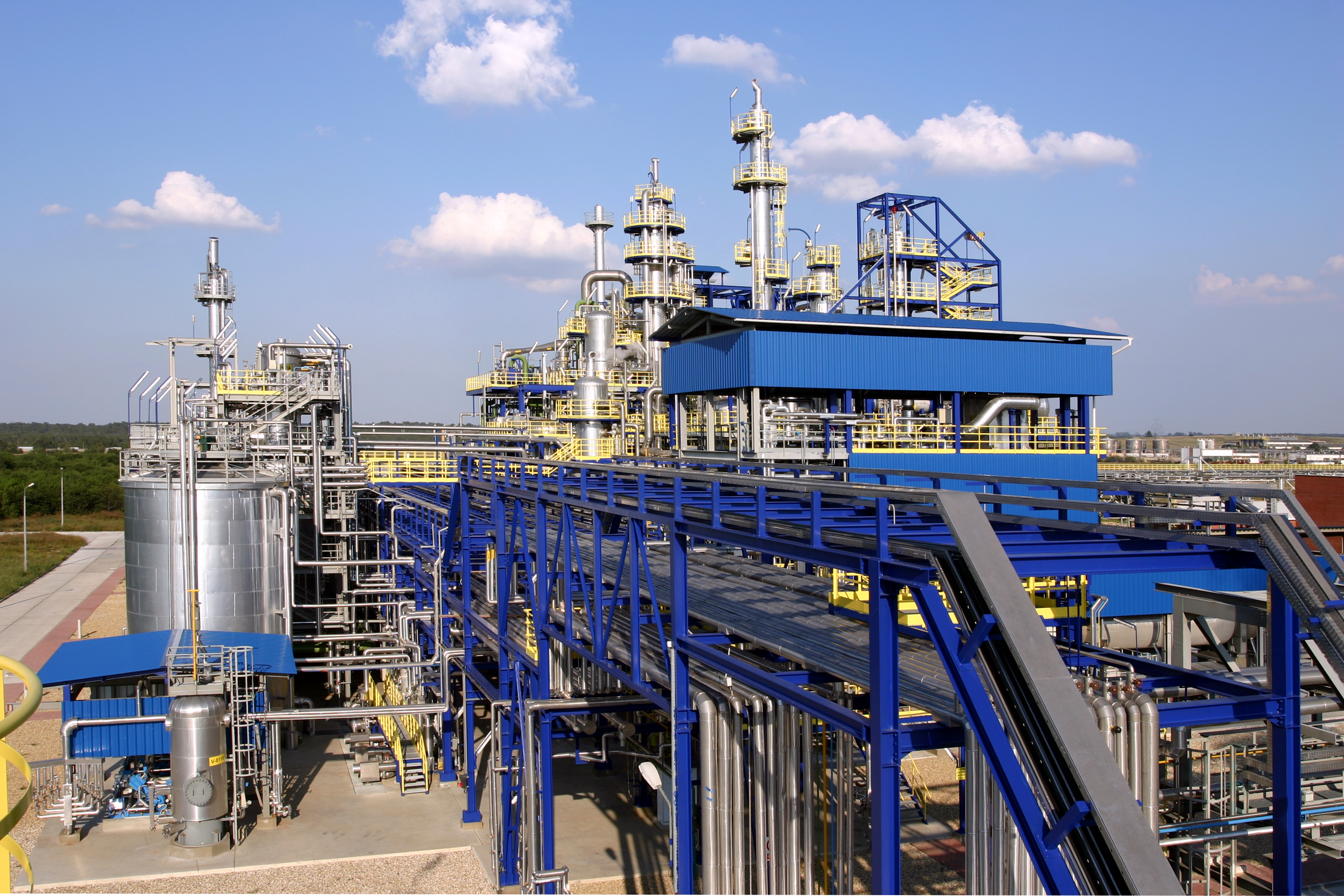
Installazioni produttive degli Zakłady Azotowe "PUŁAWY" S.A.

La decisione di costruire a Puławy gli impianti per la produzione di fertilizzanti azotati fu presa il 19 dicembre 1960. Lo stabilimento fu costruito in 5 anni. Il 4 giugno 1966, fu avviata per la prima volta la produzione di ammoniaca e urea. Negli anni 1967-1970, iniziò la produzione di anidride carbonica e ghiaccio secco.
Nel 1970 si decise di costruire un impianto per la produzione di caprolattame, mentre dal 1975 al 1977 si costruì la prima linea di produzione di melammina.
Negli anni ottanta, furono intrapresi i primi passi volti a ridurre l'impatto degli stabilimenti sull'ambiente naturale. Fu realizzato, tra l'altro, il depuratore degli scarichi per la linea di produzione del caprolattame. Nel contempo, fu ampliata la gamma dei fertilizzanti sintetici, con l'introduzione nella produzione del primo fertilizzante a due componenti - la soluzione nitrato di ammonio-urea RSM.

### Periodo della Terza Repubblica
Il 1º settembre 1992, l'impresa è stata convertita in una società interamente di proprietà del Tesoro dello Stato, assumendo il nome attuale. Il 14 novembre 1995, è stata avviata la linea di produzione di perossido di idrogeno. Il 15 dicembre 1998, è entrato in funzione l'impianto di produzione di perossoborato di sodio (PBS). Inoltre, le vecchie linee di produzione di urea e ammoniaca sono state sostituite e rimodernate.
Nel periodo 2000-2004, sono state messe in funzione, in collaborazione con l'azienda Eurotecnica, altre due nuove linee di produzione di melammina, grazie alle quali lo Stabilimento ha raggiunto il 10% della produzione mondiale di questo composto chimico.
Fino al 2005, il proprietario dell'azienda era il Tesoro dello Stato, possedendo il 99,99% delle azioni della società. Nel 2005, la società è stata privatizzata, mediante l'emissione di azioni alla Borsa Valori di Varsavia. Il Tesoro dello Stato è rimasto detentore di una partecipazione di controllo.
Il 30 ottobre 2007, è stata istituita la Zona Economica Speciale di Starachowice – Sub-zona di Puławy. La Sub-zona di Puławy è localizzata intorno agli Zakłady Azotowe "Puławy" S.A., nell'area del Parco Industriale di Puławy, e comprende una superficie di circa 99 ettari. Nel 2008, gli Zakłady Azotowe "Puławy" S.A. hanno ottenuto l'autorizzazione a svolgere le attività economiche nell'area della Zona Economica Speciale, relative agli investimenti volti ad incrementare la capacità produttiva di urea di circa 270 000 t/anno e di Ad Blue fino a 100 000 t/anno. Nello stesso anno, l'azienda Air Liquide ha ottenuto l'autorizzazione a svolgere le attività economiche nell'area della Zona Economica Speciale, relative alla produzione di gas tecnici per le esigenze degli Zakłady Azotowe "Puławy" S.A. e di altri clienti. Tali investimenti sono stati completati nel 2010.
Nel 2011, la Società ha acquisito il 98,43% delle quote di Gdańskie Zakłady Nawozów Fosforowych (Stabilimenti di Fertilizzanti Fosfatici di Danzica) "Fosfory" sp. z o.o., espandendo l'offerta commerciale con fertilizzanti fosfatici e fertilizzanti composti.
Nel 2012, la Società ha acquisito una partecipazione dell'85% degli impianti chimici Adipol-Azoty S.A. di Chorzów, ampliando l'offerta commerciale con nitrato di potassio, nitrato di calcio e additivi chimici per alimenti.

## Gestione

### Consiglio di Amministrazione
- Paweł Jarczewski - Presidente del Consiglio di amministrazione[10][11]
- Marian Rybak - membro del Consiglio di amministrazione
- Zenon Pokojski - membro del Consiglio di amministrazione
- Wojciech Kozak - membro del Consiglio di amministrazione
- Marek Kapłucha - membro del Consiglio di amministrazione

### Collegio Sindacale
- Jan Cezary Możeński - Presidente del Collegio sindacale[12]
- Irena Ożóg - membro del Collegio sindacale
- Józef Jacek Wójtowicz - segretario del Collegio sindacale
- Marta Kulik-Zawadzka - membro del Collegio sindacale
- Andrzej Bartuzi - membro del Collegio sindacale
- Jacek Kudela - membro del Collegio sindacale

## Capacità produttiva

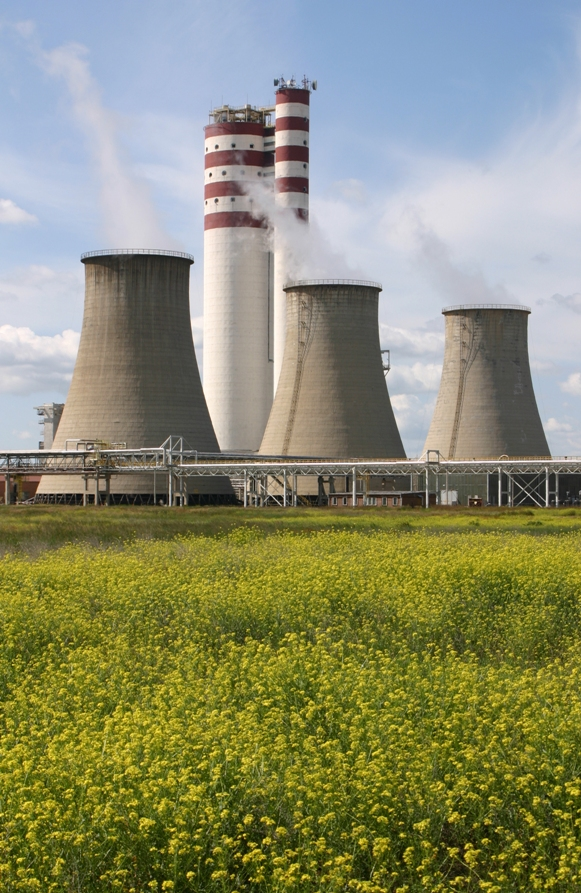
Veduta degli impianti Zakłady Azotowe a Puławy

La capacità produttiva annua degli stabilimenti nel 2011 era pari a:
- urea – 1.215.000 tonnellate
- nitrato di ammonio – 1.103.850 tonnellate
- RSM – 1.000.000 tonnellate
- solfato di ammonio – 156.000 tonnellate
- AdBlue – 100.000 tonnellate
- melammina – 92.000 tonnellate
- caprolattame – 70.000 tonnellate
- perossido di idrogeno – 10.000 tonnellate
- biossido di carbonio liquefatto – 74.250 tonnellate

## Struttura organizzativa

### Società controllate
- Gdańskie Zakłady Nawozów Fosforowych "Fosfory" Sp. z o.o. - 98,45% (percentuale di quote della Società)[13][14]
- Azoty-Adipol S.A. - produzione di fertilizzanti e prodotti chimici, servizi di logistica - 85,00%[15][16]
- Prozap Sp. z o.o. - servizi di ingegneria - 84,69%
- Remzap Sp. z o.o. - servizi di ristrutturazione - 94,61%
- Medical Sp. z o.o. - servizi medico-sanitari – 91,41%
- Jawor Sp. z o.o. - servizi alberghieri - 99,96%
- Sto-Zap Sp. z o.o. - servizi di ristorazione - 96,15%
- Melamina III Sp. z o.o. - progettazione energetica - 100,00%

### Società affiliate
- BBM Sp. z o.o. - terminal marino per l'esportazione - 50,00%
- CTL Kolzap Sp. z o.o. - servizi ferroviari - 49,00%
- Navitrans Sp. z o.o. - servizi di spedizione - 26,45%
- Technochimservis - servizi commerciali - 25.00%

## Associazioni sportive
L'azienda Zakłady Azotowe di Puławy attualmente sponsorizza il club di pallamano Azoty-Puławy, sorto nel 2003 dalla scissione del Club Wisła Puławy, in competizione nel campionato maschile PGNiG Superliga (massimo campionato nazionale di pallamano [n.d.t.]). Sostiene inoltre diverse sezioni dell'associazione sportiva Wisła Puławy, il cui rappresentante è il nuotatore Konrad Czerniak. I giocatori di questo club, nella stagione 2010/2011, hanno conquistato la promozione alla II lega.

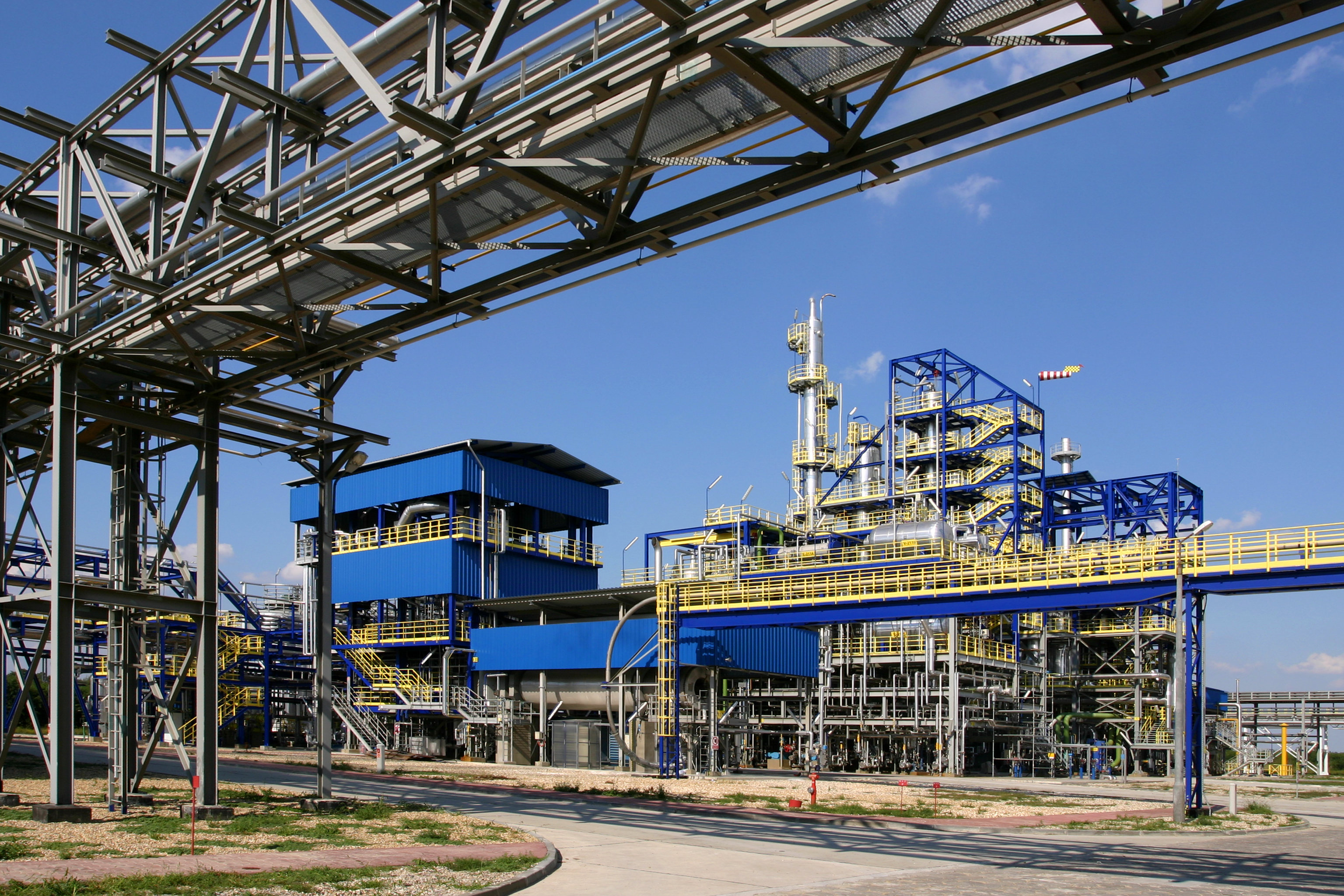
Installazioni produttive degli Zakłady Azotowe "PUŁAWY" S.A.